# Thelodus
Thelodus is een geslacht van uitgestorven kaakloze vissen uit de familie Thelodontidae, orde Thelodonti, en is ontstaan in het Siluur. Van het geslacht zijn wereldwijd fossielen gevonden.

## Kenmerken
In tegenstelling tot veel thelodonti, zijn de soorten van Thelodus niet alleen bekend door hun schubben, maar ook van indrukken in de rotsen. Van sommige soorten, zoals de Canadese T. inauditus, werd gedacht dat ze qua grootte vergelijkbaar waren met andere thelodonten van vijf tot vijftien centimeter lang. De schubben van het typesoort T. parvidens (syn. T. macintoshi) van Silurisch Groot-Brittannië bereikten echter de grootte van munten en, indien geproportioneerd als andere thelodonten, zoals Loganellia, zou het levende dier ongeveer één meter lang zijn geweest. De positie van de bek maakt aannemelijk dat de dieren voedsel op de bodem zochten. Mogelijk konden ze ook goed zwemmen, wat valt af te leiden uit het bezit van een verlengde onderste staartlob en stabiliserende vinnen: een rugvin, een aarsvin en twee lobben aan de zijkant van de borst. De dieren werden ± achttien centimeter lang.